# Abdelhak Assal
Abdelhak Assal (en arabe : عبد الحق عسل), né le 8 juin 1998 à Casablanca, est un footballeur marocain évoluant au poste de défenseur central à la RS Berkane.

## Biographie

### En club
Abdelhak Assal naît à Casablanca et commence sa carrière professionnelle en D2 marocaine dans son club formateur du TAS de Casablanca.
Le 1er novembre 2020, il s'engage pour trois saisons au Chabab Mohammedia. Le 4 décembre 2020, il dispute son premier match en première division face au MA Tétouan (victoire, 0-2). Le 26 février 2021, il marque un but contre son camp face aux FAR de Rabat (match nul, 1-1). Le 30 mai 2021, il marque son premier but en pro à l'occasion d'un match de championnat face au Mouloudia d'Oujda (défaite, 3-2).
Le 4 août 2023, Abdelhak Assal rejoint la RS Berkane. Lors de la saison 2024-2025, il est champion de la Botola Pro et remporte la Coupe de la confédération,,.

### En sélection
En août 2022, il reçoit une convocation avec l'équipe locale du Maroc A' sous la houlette du sélectionneur Houcine Ammouta pour disputer un match amical contre l'équipe de Jamaïque en Autriche (victoire, 3-0),.
Le 27 mai 2025, il figure pour la première fois sur la liste définitive des joueurs marocains convoqués par Walid Regragui pour la trêve internationale de juin, où le Maroc affronte la Tunisie et le Bénin en amical.

## Palmarès

### En club
- RS Berkane
  - Botola Pro : 
    - Champion : 2024–25[5].

  - Coupe de la confédération :
    - Champion : 2025.
    - Vice-champion : 2024.

## Statistiques

### Statistiques détaillées
| Saison                | Club                            | Championnat           | Championnat | Championnat | Championnat | Coupe(s) nationale(s) | Coupe(s) nationale(s) | Coupe(s) nationale(s) | Compétition(s) continentale(s) | Compétition(s) continentale(s) | Compétition(s) continentale(s) | Compétition(s) continentale(s) | Total | Total | Total |
| Saison                | Club                            | Division              | M.          | B.          | P.d.        | M.                    | B.                    | P.d.                  | Comp.                          | M.                             | B.                             | P.d.                           | M.    | B.    | P.d.  |
| 2019-2020             | TAS de Casablanca               | Botola 2              | 10          | 0           | 0           | -                     | -                     | -                     | -                              | -                              | -                              | -                              | 10    | 0     | 0     |
| 2020-2021             | Sporting Club Chabab Mohammédia | Botola Pro            | 24          | 1           | 0           | 1                     | 0                     | 0                     | -                              | -                              | -                              | -                              | 25    | 1     | 0     |
| 2021-2022             | Sporting Club Chabab Mohammédia | Botola Pro            | 7           | 0           | 0           | 0                     | 0                     | 0                     | -                              | 0                              | 0                              | 0                              | 7     | 0     | 0     |
| Total sur la carrière | Total sur la carrière           | Total sur la carrière | 41          | 1           | 0           | 1                     | 0                     | 0                     | -                              | 0                              | 0                              | 0                              | 42    | 1     | 0     |